# Stefan Mitrović (football, 1990)
Pour les articles homonymes, voir Stefan Mitrović.
Stefan Mitrović (en serbe en écriture cyrillique : Стефан Митровић), né le 22 mai 1990 à Belgrade (Serbie), est un footballeur international serbe qui évolue au poste de défenseur central à La Gantoise.

## Biographie

### Parcours en équipe de jeunes
Stefan Mitrović est un pur produit du FK Rad Belgrade. Grâce à cela, il restera 9 ans au club belgradois.

### MFK Petržalka
Il fait ses débuts professionnels à l'âge de 19 ans avec l'équipe slovaque du MFK Petržalka, en Corgoň Liga. Il dispute 9 matchs de championnat pour aucun but marqué.

### FC Zbrojovka Brno
Après une année passé en Slovaquie, le serbe rejoint le FC Zbrojovka Brno, club de Gambrinus Liga. Il joue 8 matchs avec l'équipe tchèque.

### FK Metalac Gornji Milanovac
À la suite de la descente de son club précédent, Stefan Mitrović retourne dans son pays natal pour s'engager avec le FK Metalac Gornji Milanovac. Là bas, il y joue 22 matchs. Néanmoins, l'équipe termine dernière de Superliga et est reléguée.

### KV Courtrai
À la suite de cela, Mitrović signe un contrat de trois saisons avec le club belge du KV Courtrai. Il débute le 4 août 2012 en remplaçant Brecht Dejaegere à la 81e minute face au Cercle Bruges KSV. Le défenseur est pour la première fois titulaire le 25 août face à Waasland-Beveren. Lors de ce match, il marque son premier but avec Courtrai, mais reçoit également son premier carton rouge. 

### SL Benfica
Après une saison à Courtrai, il signe pour 5 ans avec le SL Benfica en mai 2013. Son transfert est estimé à 1,1 million d'euros. Peu de temps après son arrivée dans le club lisboète, il est prêté au Real Valladolid pour le reste de la saison.

### SC Fribourg
Mi-août 2015, le champion belge, La Gantoise loue Stefan Mitrović une saison à l'équipe allemande du SC Freiburg, qui l'avait acheté précédemment au SL Benfica.

### La Gantoise
Le 1er juillet 2016, La Gantoise rachète Stefan Mitrović au SC Freiburg pour 1,5 million d'euros.
Le 6 janvier 2018, alors que depuis la veille un accord était trouvé autour de 3,7 millions d'euros, les résultats des multiples tests médicaux auxquels s’est soumis Stefan Mitrovic ne permettent pas à l’AS Saint-Étienne de conclure le transfert du joueur.

### RC Strasbourg
Le 5 juin 2018, il s'engage au RC Strasbourg pour 4 ans et un montant de 3 millions d'euros.Il y devient rapidement capitaine et s’impose dans la défense du racing.
Il remportera le premier trophée de sa carrière avec le club alsacien, le 30 mars 2019 lors de la finale de la Coupe de la Ligue face aux Bretons de l'En Avant Guignamp. (0-0 4-1 tab)
Il marque son premier but sous le maillot strasbourgeois, le 8 août 2019 face aux bulgares du Lokomotiv Plovdiv dans le cadre du match aller du troisième tour de qualification de la Ligue Europa, permettant à son équipe de l'emporter 1-0.

### Getafe
À un an de la fin de son contrat avec le RC Strasbourg, il signe un contrat de 3 saisons avec Getafe en Liga Espagnol. Le montant est de 1 million d'euros.

### En équipe nationale
Sous la direction de l'entraîneur national Ljubinko Drulović, Stefan Mitrović débute en équipe nationale de Serbie le 31 mai 2014 lors d'un match amical face au Panama (1-1).
En 2014 et 2015, il joue cinq matchs rentrant dans le cadre des éliminatoires de l'Euro 2016. Par la suite, lors de l'année 2016, il dispute deux matchs rentrant dans le cadre des éliminatoires du mondial 2018.
Le 11 novembre 2022, il est sélectionné par Dragan Stojković pour participer à la Coupe du monde 2022.

## Statistiques
| Saison                | Club                     | Championnat           | Championnat | Championnat | Coupe(s) nationale(s) | Coupe(s) nationale(s) | Compétition(s) continentale(s) | Compétition(s) continentale(s) | Compétition(s) continentale(s) | Serbie | Serbie | Total | Total |
| Saison                | Club                     | Division              | M.          | B.          | M.                    | B.                    | Comp.                          | M.                             | B.                             | M.     | B.     | M.    | B.    |
| 2009-2010             | MFK Petržalka            | Corgoň Liga           | 9           | 0           | -                     | -                     | -                              | -                              | -                              | -      | -      | 9     | 0     |
| 2010-2011             | Zbrojovka Brno           | Gambrinus Liga        | 8           | 0           | -                     | -                     | -                              | -                              | -                              | -      | -      | 8     | 0     |
| 2011-2012             | Metalac Gornji Milanovac | SuperLiga             | 21          | 0           | 1                     | 0                     | -                              | -                              | -                              | -      | -      | 22    | 0     |
| 2012-2013             | KV Courtrai              | Jupiler Pro League    | 16+6        | 3+0         | 6                     | 0                     | -                              | -                              | -                              | -      | -      | 28    | 3     |
| 2013-2014             | Benfica Lisbonne B       | Segunda Liga          | 8           | 0           | -                     | -                     | -                              | -                              | -                              | -      | -      | 8     | 0     |
| 2013-2014             | Real Valladolid (prêt)   | Liga                  | 16          | 0           | -                     | -                     | -                              | -                              | -                              | 1      | 0      | 17    | 0     |
| 2014-2015             | SC Fribourg              | Bundesliga            | 14          | 0           | 2                     | 0                     | -                              | -                              | -                              | 5      | 0      | 21    | 0     |
| Sous-total            | Sous-total               | Sous-total            | 98          | 3           | 9                     | 0                     | -                              | -                              | -                              | 6      | 0      | 113   | 3     |
| 2015-2016             | KAA La Gantoise (prêt)   | Jupiler Pro League    | 21+5        | 1+0         | 5                     | 0                     | C1                             | 7                              | 0                              | 2      | 0      | 40    | 1     |
| 2016-2017             | KAA La Gantoise          | Jupiler Pro League    | 28+10       | 2+1         | 2                     | 0                     | C3                             | 13                             | 1                              | 3      | 0      | 56    | 4     |
| 2017-2018             | KAA La Gantoise          | Jupiler Pro League    | 19          | 0           | 2                     | 1                     | C3                             | 2                              | 0                              | 2      | 0      | 25    | 1     |
| Sous-total            | Sous-total               | Sous-total            | 83          | 4           | 9                     | 1                     | -                              | 22                             | 1                              | 7      | 0      | 121   | 6     |
| 2018-2019             | RC Strasbourg            | Ligue 1               | 34          | 0           | 5                     | 0                     | -                              | -                              | -                              | 1      | 0      | 40    | 0     |
| 2019-2020             | RC Strasbourg            | Ligue 1               | 23          | 1           | 4                     | 0                     | C3                             | 5                              | 1                              | 1      | 0      | 33    | 2     |
| 2020-2021             | RC Strasbourg            | Ligue 1               | 32          | 2           | 1                     | 0                     | -                              | -                              | -                              | 11     | 0      | 44    | 2     |
| Sous-total            | Sous-total               | Sous-total            | 89          | 3           | 10                    | 0                     | -                              | 5                              | 1                              | 13     | 0      | 117   | 4     |
| Total sur la carrière | Total sur la carrière    | Total sur la carrière | 263         | 10          | 28                    | 1                     | -                              | 28                             | 2                              | 26     | 0      | 345   | 13    |

## Palmarès

### En club
- RC Strasbourg
  - Vainqueur de la Coupe de la Ligue en 2019.